# АЭС Дуглас-Пойнт
АЭС Дуглас-Пойнт (англ. Douglas Point Nuclear Generating Station) — закрытая атомная электростанция на юго-востоке Канады. 
АЭС расположена на берегу озера Гурон в графстве Брус провинции Онтарио на территории АЭС Брюс.
АЭС Дуглас Пойнт стала второй атомной электростанцией Канады после АЭС Ролфтон, запущенной в 1962 году, и первой коммерческой в истории атомной энергетики Канады. АЭС была запущена в 1967 году и проработала вплоть до 1984 года. На станции был установлен всего один реактор — первое поколение реакторов CANDU, выполненного уже на основе наработок на АЭС Ролфтон. Мощность единственного реактора АЭС Дуглас Пойнт составляла 200 МВт. Как и Ролфтон, АЭС Дуглас Пойнт стала своеобразным тестовым полигоном для разработки и развития канадских ядерных реакторов CANDU.
Так как реактора на станции был во многом экспериментальным, неполадки случались на нем регулярно. Так с 1968 по 1971 годы атомная электростанция Дуглас Пойнт практически не работала из-за постоянных прорывов труб и утечек воды. В результате была проведена модернизация реактора, с целью увеличения возможностей дистанционного управления им, а также уменьшения затрат на ремонт. Долгие и неудобные ремонтные работы приводили к высокому уровню радиации, получаемой работниками.

## Информация об энергоблоках
| Энергоблок   | Тип реакторов   | Мощность | Мощность | Начало строительства | Физпуск    | Подключение к сети | Ввод в эксплуатацию | Закрытие   |
| Энергоблок   | Тип реакторов   | Чистый   | Брутто   | Начало строительства | Физпуск    | Подключение к сети | Ввод в эксплуатацию | Закрытие   |
| ------------ | --------------- | -------- | -------- | -------------------- | ---------- | ------------------ | ------------------- | ---------- |
| Дуглас-Пойнт | PHWR, CANDU 200 | 206 МВт  | 218 МВт  | 01.02.1960           | 15.11.1966 | 07.01.1967         | 26.09.1968          | 04.05.1984 |